# Премія YUNA (9-та церемонія вручення)
«YUNA» — щорічна українська національна професійна музична премія. Дев'ята церемонія вшановуватиме найкращих в українській музиці у період з 1 листопада 2018 по 31 жовтня 2019 року. У категоріях "Поп-гурт", "Рок-гурт", "Найкраща виконавиця" та "Найкращий виконавець" могли боротися лише ті артисти та команди, які протягом цього періоду випустили не менше двох нових пісень.
Для дев'ятої церемонії було додано дві номінацій «Найкраща пісня до фільму» та «Інший формат».

## Церемонія нагородження
16 грудня 2019 року відбулося оголошення номінантів дев'ятої щорічної професійної музичної премії «YUNA 2019».
Церемонія вручення мала відбутися 24 березня 2020 року в Національному палаці мистецтв «Україна» у Києві, проте була перенесена на 26 травня через пандемію коронавірусної хвороби, а згодом — на вересень 2020.
На початку липня стало відомо, що проведення церемонії цього року було скасовано через карантин та обмеження на проведення масових заходів.
9 липня відбулося оголошення переможців Національної музичної премії YUNA 2020. Члени Експертної ради та організатори відкривали конверти з іменами тріумфаторів у прямому ефірі на сторінках премії у Facebook, Instagram та на YouTube-каналі. Урочисте нагородження переможців за 2020 пік статуетками відбудеться під час проведення наступної, десятої церемонії 30-31 березня 2021 року у палаці "Україна", в Києві. Це буде два різних шоу.

## Номінанти та переможці
16 грудня 2019 року відбулося оголошення номінантів музичної премії.
| Найкращий виконавець | Найкраща виконавиця |
| --- | --- |
| - Monatik - Alekseev - Mélovin - Сергій Бабкін - Макс Барських - Артем Пивоваров | - NK - alyona alyona - Jerry Heil - Maruv - Аліна Паш |
| Найкращий поп-гурт | Найкращий рок-гурт |
| - «Время и Стекло» - «Dilemma» - «Kadnay» - «Kazka» - «Mozgi» | - «Антитіла» - «O.Torvald» - «Pianoбой» - «Без обмежень» - «Бумбокс» |
| Найкраща пісня | Найкраща пісня іншою мовою |
| - «Время и Стекло» — «Дим» - «The Hardkiss» — «Жива» - «Без обмежень» — «Зорі запалали» - NK — «Обіцяю» - Jerry Heil — «Охрана, отмєна»                                                                                         | - Monatik — «Love it ритм» - NK — «Elefante» - Maruv — «Siren Song» - «Бумбокс» — «ДШ» - Макс Барських — «Неземная»                                                                                                  |
| Найкращий електронний хіт | Найкращий естрадний хіт |
| - Maruv — «Siren Song» - «Mozgi» — «Digitalization» - «Onuka» — «Zenit» - «Onuka» — «Хащі» - «Dilemma» — «Шаленій» | - Оля Полякова — «Любовница» - Павло Зібров — «Вуса-бренд» - Володимир Дорош — «Де ти є» - Олег Винник — «Роксолана» - Олег Винник — «Наталя-Наталі» - Ірина Федишин — «Хочу на Мальдіви»                            |
| Найкраща пісня для фільму | Найкращий хіп-хоп хіт |
| - «DakhaBrakha» — «Пливе човен» («Вулкан») - «Антитіла» — «Lego» («Я, ти, він, вона») - «Без обмежень» — «Колискова» («Заборонений») - «Океан Ельзи» — «Перевал» («Захар Беркут») - Христина Соловій — «Холодно» («Крути 1918») | - alyona alyona та Аліна Паш — «Падло» - «Mozgi» — «999» - Youra — «Praktika» - MamaRika — «Проліски» - alyona alyona — «Пушка»                                                                                      |
| Найкращий альбом | Найкращий відеокліп |
| - Monatik — «Love it ритм» - alyona alyona — «Пушка» - Макс Барських — «7» - «Антитіла» — «Hello» - «Без обмежень» — «Мільярди»                                                                                                 | - Monatik — «Love it ритм» - NK — «Elefante» - «Антитіла» — «Hello» - «Бумбокс» — «ДШ» - «The Hardkiss» — «Жива» - «The Hardkiss» — Коханці                                                                          |
| Відкриття року | Найкращий дует |
| - Jerry Heil - alyona alyona - Khayat - Youra - «Коррупция» | - alyona alyona та Аліна Паш — «Падло» - Tayanna та Laud — «Без тебе» - «Бумбокс» та Тіна Кароль — «Безодня» - «The Maneken», «Onuka», «DakhaBrakha» та Катя Chilly — «Голос води» - Джамала та Jah Khalib — «Кохаю» |
| Інший формат | Найкраще концертне шоу |
| - Луна - «Dakh Daughters» - «MOTANKA» - «Sinoptik» - «Вагоновожатые» | - Monatik — «Love it ритм» - Макс Барських — «7» - «Антитіла» — «Hello» - «Время и Стекло» – «Vislovo» - Оля Полякова – «Королева ночі. На біс»                                                                      |